# Eva Geber
Eva Geber (* 1941 in Wien) ist eine österreichische Grafikerin, Autorin und Kulturpublizistin.

## Leben
Eva Geber war von 1974 bis 2011 35 Jahre lang Redakteurin der aufgelassenen Zeitschrift AUF – Eine Frauenzeitschrift der Wiener Frauenbewegung. Sie erstellte zahlreiche Veröffentlichungen in Zeitschriften und Anthologien.
Eva Geber ist Mitglied der Grazer Autorinnen Autorenversammlung.

## Auszeichnungen
- 2009: Wiener Frauenpreis
- 2013: Anerkennung Bruno-Kreisky-Preis für das politische Buch für Der Typus der kämpfenden Frau
- 2018: Goldenes Verdienstzeichen des Landes Wien[1]
- 2021: Theodor-Kramer-Preis[2]
- 2022: Preis der Stadt Wien für Publizistik
- 2023: Elias-Canetti-Stipendium[3]

## Publikationen
- 1992: Mitgründerin der AUF-edition, Wien:
- 1992: „Die Frauen Wiens“. Ein Stadtbuch von Fanny, Frances und Francesca. Hg. Eva Geber, Sonja Rotter und Marietta Schneider und Mit/Autorin von 14 Beiträgen, 466 Seiten.
- 1995: „All das Leid und die Spassettln. Das Leben der Lucia Westerguard“. Literarische Biographie, 126 Seiten

- Bahoe Books:
- 2018 „Louise Michel – Die Anarchistin und die Menschenfresser“, mit einem Vorwort von Ruth Klüger. ISBN 978-3-903022-74-4
- 2019 Herausgegeben, übersetzt und kommentiert: „Louise Michel – Texte und Reden“.
- Mandelbaum Verlag
- 1998: Neuedition dreier Werke von Rosa Mayreder (1878–1938), der großen feministischen Theoretikerin der Ersten Frauenbewegung: – Das Haus in der Landskrongasse. Jugenderinnerungen (Vorwort, S 6-13) und die beiden feministisch-philosophischen Essay-Bände: – Zur Kritik der Weiblichkeit  (Nachwort S 261-274) – Geschlecht und Kultur  (Nachwort S 321-330)
- 2001: Hg. und Vorwort (S 7–60): „Betty Paoli: Was hat der Geist denn wohl gemein mit dem Geschlecht?“
- 2010: Hg. und Nachwort (S 169–187): Rosa Mayreder, Zivilisation und Geschlecht. Ein Lesebuch.
- Wiener Frauenverlag/Milena:
- 1984 „Querflöte. Märchen, Fantastische Erzählungen“: „Miez-Katz“ S 155-160
- 1993 „Das erste Mal“: „Der Richtige“ S 112-114
- 2000: Milena Verlag (Hg.) „Die Sprache des Widerstandes ist alt wie die Welt und ihr Wunsch. Frauen in Österreich schreiben gegen Rechts“: „Schande Angst Österreich S 210–213“ und mit Lika Trinkl: Frühstück im Blauen S 102-107
- 2003: „Die Frauen bleiben – sie bleiben übrig“ (S 199-210) Essay in Else Feldmann, Löwenzahn. Milena, Wien.
- 2005: „Mitgenommen beim Blick auf Andere“ Essay als Nachwort in Ditha Brickwell: 7 Leben. Freimut & Selbst, Berlin (S 175-180)
- 2006: MitHg + Beiträge: AUFbrüche. Feministische Porträts und Lebensbilder, AUF-edition7Mandelbaum : „Die 68 – eine emotionelle Spurensuche“ S 12-16
- 2008: „Frauen 1938 – Verfolgte – Widerständige – Mitläuferinnen“, Hg. Evelyn Steinthaler, Milena. Essay: „Man hat ja nichts gewusst“ S 152-161
- 2010
- Rosa Mayreder: Zivilisation und Geschlecht. Ein Lesebuch. Herausgegeben und mit einem Nachwort versehen, AUFedition, mandelbaum verlag, Wien 2010, ISBN 978-3-85476-327-7.
- 2013
- (Hrsg.): »Der Typus der kämpfenden Frau«. Frauen schreiben über Frauen in der Arbeiter-Zeitung von 1900–1933. mandelbaum verlag, Wien 2013, ISBN 978-3-85476-424-3.
- Zahlreiche weitere Veröffentlichungen in Anthologien (Argumente Verlag, Alternative u. a.)
- Beirat: Argument Verlag, Mandelbaum Reihe Kritik und Utopie
- In AUF-Eine Frauenzeitschrift u. a. feministischen/politischen Zeitschriften ca. 200 Beiträge.
- Und zahlreiche Rezensionen, z. B. zu sämtlichen Büchern von Ruth Klüger

## Audio
- mit Ilse M. Aschner, Siglinde Bolbecher, u. a.: Nachklang-Widerhall. Eine Anthologie von 39 zeitgenössischen Autorinnen und Autoren zur Erinnerung an die Verfolgung, Vertreibung, Vernichtung und den Widerstand von Jüdinnen und Juden, Roma, Sinti und Jenischen, behinderten Menschen, Angehörigen von Religionsgemeinschaften, Deserteuren, Homosexuellen, Kriegsdienstverweigerern, Kriegsgefangenen, politischen GegnerInnen, ZwangsarbeiterInnen und allen anderen Opfern des Nationalsozialismus. 2 CDs mit Booklet, ISBN 978-3-200-00877-9.
- Heinz Janisch: „Und – was denkst Du?“ – Die Grafikerin und Autorin Eva Geber. Menschenbilder, 26. Februar 2023.[4]